# Arthur Kluckers
Arthur Kluckers (Luxemburgo, 15 de marzo de 2000) es un ciclista profesional luxemburgués que milita en las filas del conjunto Tudor Pro Cycling Team.

## Palmarés
2022
- 1 etapa de la Flèche du Sud[1]
- 1 etapa del Tour de Alsacia[2]

2023
- 2.º en el Campeonato de Luxemburgo Contrarreloj

2024
- Campeonato de Luxemburgo Contrarreloj

2025
- Campeonato de Luxemburgo en Ruta